# 龙焉吐拂延
龙焉吐拂延（?—?），龙姓，8世纪西域焉耆国王。
开元七年，龙嫩突死后，龙焉吐拂延继立。于是西突厥十姓可汗请唐玄宗把自己安置在碎叶，安西节度使汤嘉惠上表以焉耆取代碎叶作為安西四镇之一。唐玄宗下诏焉耆、龟兹、疏勒、于阗征西域商贾，各自用度自己所征，從北道行走的由轮台征取。焉耆讫天宝年間常朝贺唐朝。